# Xylota flavifrons
Xylota flavifrons är en tvåvingeart som beskrevs av Walker 1849. Xylota flavifrons ingår i släktet vedblomflugor, och familjen blomflugor. Inga underarter finns listade i Catalogue of Life.